# Saint-Rémy-de-Maurienne
Saint-Rémy-de-Maurienne – miejscowość i gmina we Francji, w regionie Owernia-Rodan-Alpy, w departamencie Sabaudia. Nazwa miejscowości pochodzi od imienia św. Remigiusza.
Według danych na rok 1990 gminę zamieszkiwały 962 osoby, a gęstość zaludnienia wynosiła 22 osób/km² (wśród 2880 gmin regionu Rodan-Alpy Saint-Rémy-de-Maurienne plasuje się na 801 miejscu pod względem liczby ludności, natomiast pod względem powierzchni na miejscu 90).